# 11 березня
11 березня — 70-й день року (71-й у високосні роки) в григоріанському календарі. До кінця року залишається 295 днів.

## Свята і пам'ятні дні

### Професійні
- Міжнародний день сантехніка.

### Всесвітні
- Всесвітній день мусульманської культури, миру, діалогу та кіно.

### Національні
- Литва: День відновлення незалежності Литви (від Радянського Союзу, 1990)
- Європейський день пам’яті жертв тероризму.

### Релігійні

#### Християнство
Православ'я:
- День Святого Софронія.
- День Святого Софронія Києво-Печерського.
- Священномученика Піонія, пресвітера Смирнського, та інших з ним.
- Перенесення мощей мученика Епимаха.
- День Святого Софронія Болгарського.

#### Рідновірство
- Новоліття.

## Іменини
✙ Православні: Софроній.
✝  Католицькі:

## Події
- 843 — Під опікою Цариці Теодори ІІ Християнська Церква установила свято «Тріумф Ортодоксії» і відновила Іконошанування.
- 1387 — Битва при Кастаньяро.
- 1641 — Битва при Мбороре.
- 1669 — на Сицилії розпочалося найруйнівніше виверження вулкана Етна в історичні часи, що тривало п'ять місяців.
- 1702 — у Лондоні почала виходити перша щоденна газета The Daily Courant.
- 1811 — серед текстильників Ноттінгема розпочався луддитський рух, учасники якого знищували виробничі машини, побоюючись скорочення робочих місць.
- 1878 — Французькій академії продемонстрували фонограф, але винахід був оголошений шарлатанством.
- 1921 — уряд УСРР ухвалив постанову про викуп у населення культурних цінностей для передачі державним музеям.
- 1931 — у СРСР заборонили продавати та ввозити Біблію.
- 1938 — в ніч на 12 березня німецькі війська окупували Австрійську Республіку і було оголошено про «аншлюс» обох держав.
- 1941 — закон про ленд-ліз, підписаний президентом Ф. Д. Рузвельтом, передбачав передачу союзникам у Другій світовій війні боєприпасів, техніки, продовольства і стратегічної сировини на частково безоплатній основі.
- 1985 — на пленумі ЦК КПРС Михайла Горбачова обрали Генеральним секретарем ЦК КПРС.
- 1990 — на своєму першому засіданні новообрана Верховна Рада Литовської РСР, більшість в якій отримали прихильники «Саюдісу», ухвалила Акт відновлення незалежності Литви.
- 1990 — до влади в Чилі прийшов демократичний уряд; Августо Піночет пішов з поста президента.
- 1997 — Україна і Молдова проголосили створення митного союзу.
- 2004 — терористичний акт на залізничному вокзалі в Мадриді забрав життя 200 людей.
- 2010 — в Австралії повністю скасована смертна кара.
- 2011 — Великий тохокуський землетрус у Японії магнітудою 9,0..9,1 спричинив радіаційну аварію на АЕС Фукусіма-1.
- 2020 — ВООЗ оголосила про пандемію COVID-19.[2]

## Народились
Дивись також Категорія:Народились 11 березня
- 1544 — Торквато Тассо, італійський поет.
- 1770 — Вільям Гаскіссон (William Huskisson), британський політичний діяч і перша людина, що загинула під колісьми поїзда.
- 1775 — Василь Анастасевич, український бібліограф, книгознавець, письменник і перекладач.
- 1811 — Урбен Левер'є, французький астроном, що обчислив орбіту й положення раніше невідомої планети Сонячної системи, названої потім Нептуном, яку в 1846 році по його вказівках виявив німецький астроном Галлі.
- 1822 — Жозеф Луї Франсуа Бертран, французький математик, член Паризької АН. Присвятив себе математичному аналізу, теорії чисел, механіці Лагранжа.
- 1848 — Георгій Афанасьєв, міністр закордонних справ часів Гетьманату.
- 1855 — Малколм Кемпбелл (Malcolm Campbell), британський автогонщик і яхтсмен.
- 1863 — Володимир Липський, український ботанік, академік, президент ВУАН.
- 1865 — Фанос Терлемезян, вірменський живописець, народний художник Вірменської РСР.
- 1884 — Порфирій Батюк, український композитор.
- 1887 — Рауль Волш, американський режисер, продюсер, сценарист й актор.
- 1890 — Венівер Буш, американський інженер, творець атомної бомби.
- 1895 — Василь Чучупак, військовий і громадський діяч часів Української революції, головний отаман Холодноярської Республіки.
- 1905 — Василь Лапокниш, український режисер.
- 1906 — Зіно Давидофф, засновник швейцарської всесвітньо відомої фірми.
- 1907 — Джессі Метьюз, британська танцівниця, співачка й акторка.
- 1913 — Джон Вайнцвейґ, канадський композитор.
- 1917 — Степан Пап, український релігійний і громадський діяч, історик, один із організаторів Пласту на Закарпатті.
- 1920 — Ніколас Бломберген, голландський фізик, лауреат Нобелівської премії з фізики 1981 року.
- 1921 — Анатолій Вовк, член НТШ (від 1958 — заступник голови термінологічної комісії, від 1981 — член-кореспондент філологічної секції).
- 1921 — Астор П'яццола, аргентинський композитор, засновник «нового танго».
- 1927 — Жузеп Марія Субіракс, іспанський скульптор і художник.
- 1931 — Руперт Мердок, видавничий магнат, мільярдер.
- 1936 — Гаральд цур Гаузен, німецький медик і учений, лауреат Нобелівської премії з фізіології і медицини 2008 року.
- 1942 — Олександр Басилая, грузинський композитор, художній керівник ансамблю «Іверія».
- 1950 — Джеррі Цукер (Jerry Zucker), американський кінорежисер («З пістолетом наголо», «Абсолютно секретно»), сценарист, продюсер й актор.
- 1952 — Дуглас Ноел Адамс, англійський письменник, автор популярного фантастичного серіалу «Путівник по Галактиці».
- 1955 — Ніна Гаген, німецька співачка.
- 1961 — Кость Лавро, український художник-ілюстратор, відомий співпрацею з видавництвом «А-Ба-Ба-Га-Ла-Ма-Га».
- 1963 — Валентина Плавун — живописиця та художниця театру, членкиня Національної спілки художників України та Національної спілки театральних діячів України.
- 1964 — Раймо Хельмінен, фінський хокеїст.
- 1973 — Василь Яремко, український військовослужбовець, учасник російсько-української війни. Герой України (посмертно, 2024).

## Померли

Галина Гордасевич

Дивись також Категорія:Померли 11 березня
- 1514 — Донато Браманте, італійський архітектор і живописець епохи Відродження.
- 1722 — Джон Толанд, ірландський філософ.
- 1820 — Бенджамін Вест, англо-американський художник доби класицизму.
- 1772 — Мануель Хосе Кітана, іспанський прозаїк і поет, учасник Наполеонівських війн, Тіртей боротьби за незалежність Іспанії.
- 1921 — Шерберн Веслі Бернгем, американський астроном.
- 1950 — Генріх Манн, німецький письменник-прозаїк, есеїст, драматург; старший брат письменника Томаса Манна.
- 1955 — Александер Флемінг, шотландський бактеріолог, який першим виявив антибіотик пеніцилін.
- 1970 — Ерл Стенлі Ґарднер, американський письменник, класик детективного жанру; адвокат.
- 1980 — Михайло Кауфман, радянський кінорежисер, кінооператор. Один з основоположників сучасного документального кіно.
- 1986 — Сонні Террі (справжнє ім'я Сондерс Террелл), американський блюзовий музикант.
- 1992 — Річард Брукс, американський кінорежисер, сценарист. Володар «Оскара».
- 2001 — Галина Гордасевич, українська письменниця, політв'язень.
- 2006 — Слободан Милошевич, югославський політик і державний діяч, президент Союзної Республіки Югославія (1997—2000), Сербії (1986—1997). Звинувачений у злочинах проти людства.
- 2014 — Василь Аксенин, інженер, громадський активіст, учасник Євромайдану, один із Героїв Небесної сотні, Герой України.
- 2016 — Кіт Емерсон, британський рок-музикант, клавішник і композитор.